# 선륜

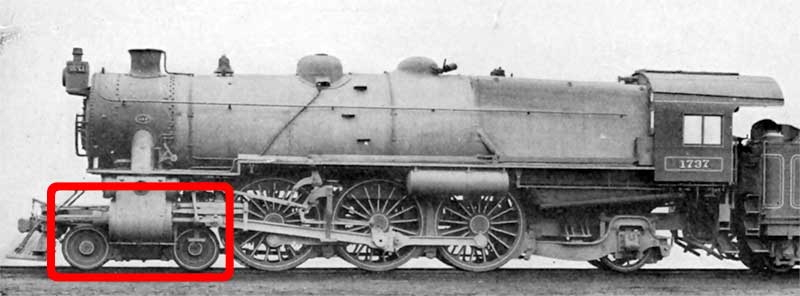

증기 기관차의 선륜(線輪, 문화어: 도륜, 導輪, leading wheel) 또는 선차축(先車軸, leading axle)은 동륜 앞에 있는, 동력을 이용하지 않는 작은 차바퀴나 축이다. 선륜의 축은 보통 선대차에 위치한다. 선륜은 증기 기관차가 곡선 선로를 통과하기 쉽게 하고 보일러의 전면부를 지탱하는데 도움을 주기 위해 사용된다.
이러한 유형의 슬라이딩 보기(sliding bogie)는 1865년 윌리엄 애덤스에 의해 특허화되었다. 선륜을 처음 이용한 것은 존 B. 저비스인 것으로 흔히 알려져 있다.

## 같이 보기
- AAR 차륜 배치 표기
- 화이트식 표기